# Akondritok

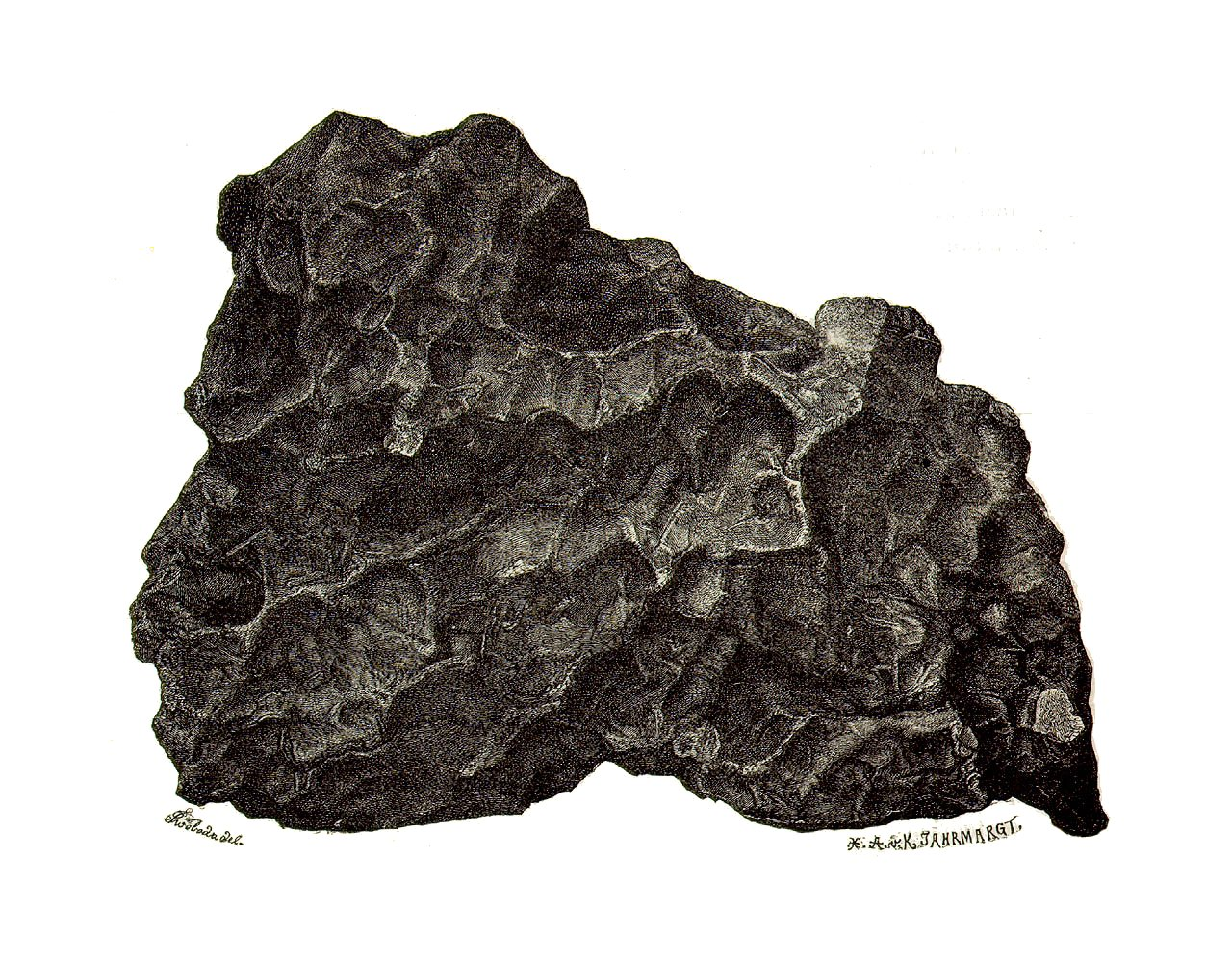
A Hraschina nevű vasmeteorit képe.

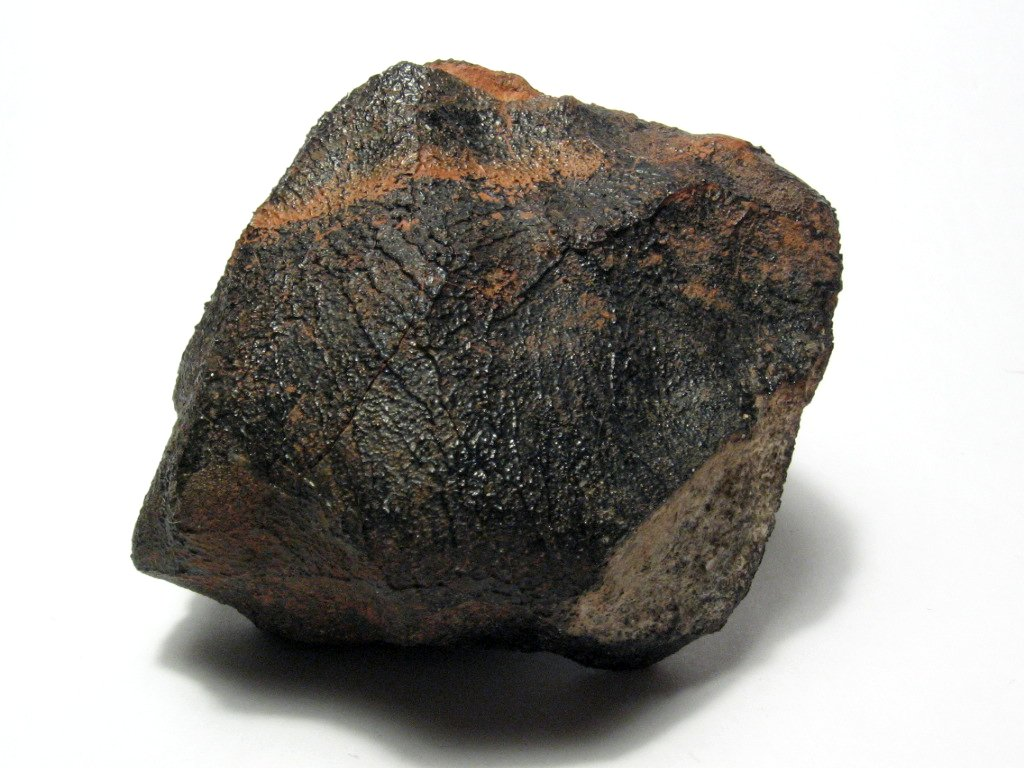
A Millbillillie nevű bazaltos akondrit – eukrit – képe.

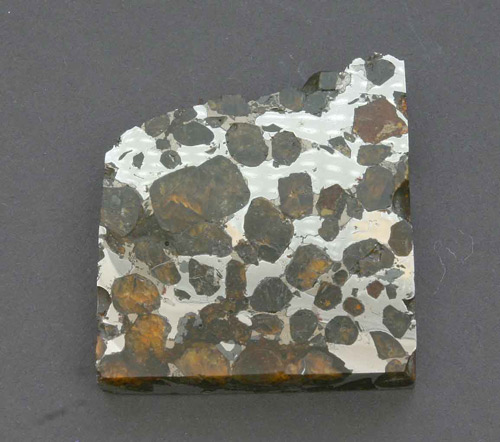
A Brahin pallazit egy szelete, melyben nagyméretű, szép olivin kristályok helyezkednek el a vasmeteorit mátrixában.

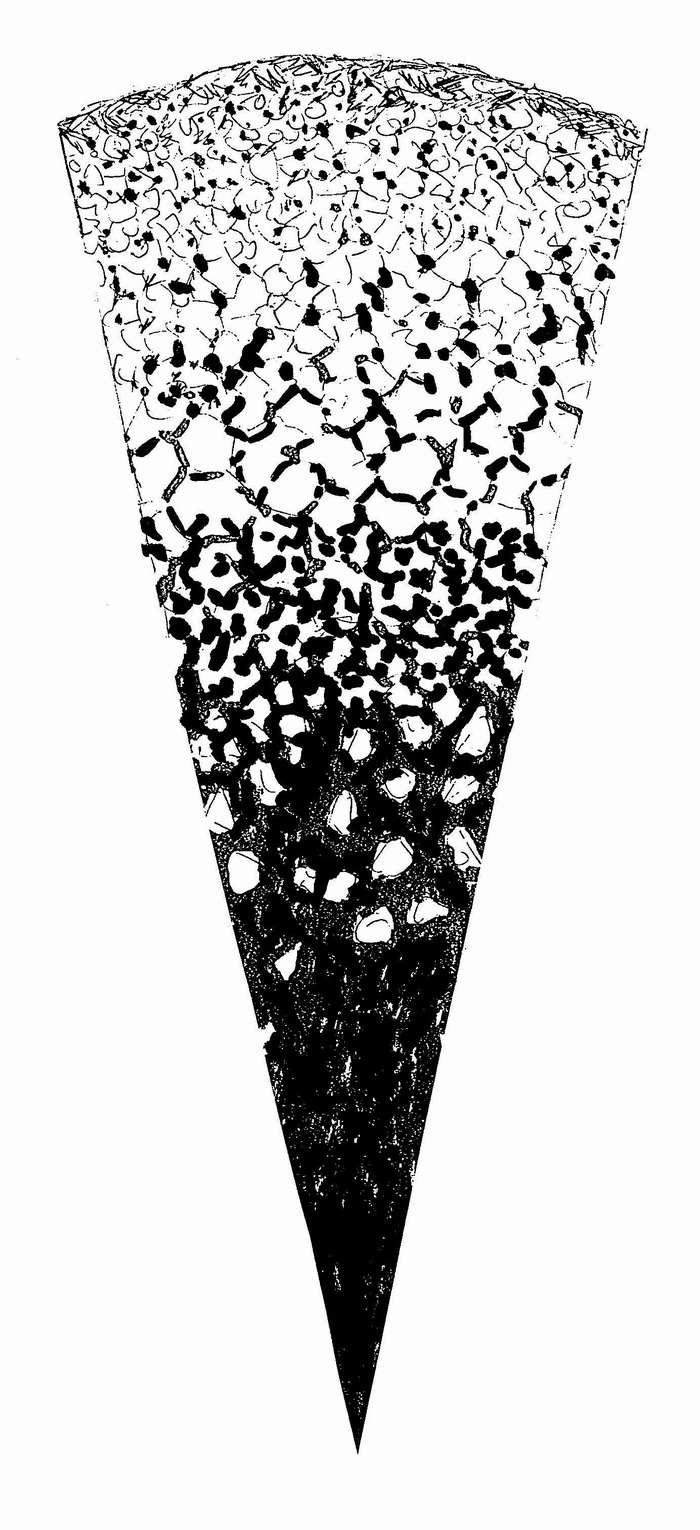
Egy differenciálódott kis égitest keresztmetszetének feltételezett rétegsorrendje, melyben a belső övezeteket akondritok alkotják.

Az akondritok azok a meteoritok, amelyek már nem tartalmaznak a szövetükben kondrumokat.

## Az akondritok kialakulása kondritokból
A leggyakoribb meteoritok a kondritok, amelyek kicsi égitestek töredékei, ütközések leszakították őket a szülő égitestről és a Naprendszerben pályákra kerülve, hosszabb-rövidebb idő alatt eljutottak a Földre. E kis égitestek nem tudtak fölmelegedni, mert a radioaktivitás termelte hő gyorsan szétsugárzódott felszínükről.
Azok a meteoritok, amelyek nagyobb méretű kisbolygókról származnak, távolabb jutottak az átalakulásban. A kisbolygó fölmelegedése során fokozatosan átkristályosodik az anyaga. Az idők során egyre több olyan – viszonylag ritka – meteoritot találtak és tanulmányoztak, amely még kondritos kémiai összetételűek voltak, de már teljesen elveszítették kondrumos szövetüket. Ezeket primitív akondritoknak nevezték el.
Ugyancsak találtak a hullások során a földi bazaltokhoz hasonló kőzeteket, amelyeket bazaltos akondritoknak neveztek el. Később a peridotitokhoz hasonló szövetű akondritokat is találtak s ezeknek a típusait mind az első hullás nevét öröklő meteoritról nevezték el.

## A kis égitest fejlődéstörténete: differenciálódások
Az akondritok a kondritokkal indult hőtörténeti fejlődés második szakaszában keletkeznek a nagyobb méretű kisbolygókon. Az akondritok legkorábbi fejlődési szakasza a primitív akondrit állapot. Ilyen meteoritok az acapulcoitok, lodranitok, winonaitok, brachinitok.

### A vas-és-vas-szulfid rendszer olvadása
Az átkristályosodás után, a nagyobb égitesten tovább emelkedő hőmérséklet a primitív kondritos kőzet parciális megolvadásával jár együtt. Először a legalacsonyabb olvadáspontú összetevők olvadnak ki. Ez a vas és a vasszulfid ásványcsoport. A vas migrációba kezd az égitest belsejében, tömzsöket formál.

### A bazaltos olvadékok megjelenése
A vas-és-vas-szulfid parciális kiolvadását a bazaltos komponens parciális megolvadása követi. A bazaltos magmák részben a felszínre ömlöttek, részben a felszín alatt kristályosodtak. A három legismertebb bazaltos akondrit típust a Howarditok, az Eukritek és a Diogenitek alkotják.

## Az akondritok osztályozása
Az akondritokat a következő osztályokba sorolják:
- Primitív akondritok csoport
  - Acapulcoitok
  - Lodranitok
  - Brachinitek
  - Winonaitok
  - Ureilitek
- HED meteoritok vagy bazaltos akondritok csoport
  - Howarditok
  - Eukritek
  - Diogenitek
- Holdi meteoritok vagy Holdkőzetek meteoritjai
  - Anortozitok
  - Bazaltok
  - Breccsák
- Marsi meteoritok (vagy (SNC) meteoritok
  - Shergottitok
  - Nakhlitok
  - Chassignitek
- Más differenciálódott akondritok
  - Angritok
  - Aubritok (az E kondritok akondritjai)

## Forráségitestek, szülő égitestek
Mindmáig csak néhány forráségitestet lehetett azonosítani az akondritok számára. Az egyik a 4 Vesta kisbolygó, amely a HED akondritoknak (HED meteoritok) lehet a forráshelye, ill. a Vestoid kisbolygókról is származhatnak a töredékek. A másik a 434 Hungaria kisbolygó, amely az E kondritok és az E akondritok (aubritok) forráshelye. Itt is származhatnak a töredékek a Hungaria kisbolygó család kisebb égitestjeiről is. A forráségitestek azonosítása a különböző típusú kisbolygó-színképek alapján történik (lásd erről az S típusú kisbolygók, M típusú kisbolygók, V típusú kisbolygók és E típusú kisbolygók szócikkeket is).